# 4363 Sergej
4363 Sergej (1978 TU7) là một tiểu hành tinh vành đai chính được phát hiện ngày 2 tháng 10 năm 1978 bởi L. V. Zhuravleva ở Nauchnyj.